# Rauben (Bergbau)
Als Rauben bezeichnet man im Bergbau das Entfernen der Betriebsmittel und des Grubenausbaus aus aufzugebenden Grubenbauen oder Betriebspunkten. Auch das Entfernen der zur Unterstützung der Firste stehengelassenen Pfeiler bezeichnet man im Bergbau als rauben. Der Bergmann unterscheidet dabei zwischen dem Ausrauben und dem Einrauben.

## Notwendigkeit
Das Rauben des Grubenausbaus und der noch vorhandenen Restpfeiler ist in Abbaubetrieben erforderlich, damit die Firste im abgebauten Bereich nicht mehr unterstützt wird und das Hangende zu Bruch gehen kann. Außerdem soll durch das Ausrauben der abgeworfenen Grubenbaue eine unnötige Kapitalbindung in Form von nicht mehr im Einsatz befindlichem Material verhindert werden. Aus diesem Grund muss das Ausrauben der Abbaustrecken und Gesteinsstrecken auch möglichst unmittelbar nach Beendigung des Abbaus erfolgen. Das ausgeraubte Material kann so einer zügigen Weiterverwendung zugeführt werden. Außerdem wird das Ausrauben des Materials bei einer längeren Standdauer schwieriger, da sich der Zustand des Streckenausbaus durch die Konvergenzen verschlechtert. Beim hydraulischen Strebausbau ist das Einrauben der Stempel, also das Einschieben der Hydraulikstempel durch Ablassen des Druckes, erforderlich, um den Strebausbau vorwärts oder seitwärts zu bewegen. Nachdem der Streb bis zu Ende abgebaut ist, wird der Strebausbau ebenfalls ausgeraubt. Das zügige Ausrauben und anschließende Abdämmen der abzuwerfenden Grubenbaue ist auch erforderlich, um das aufgrund der verminderten Bewetterung des Raubortes vergrößerte Explosionsrisiko zu minimieren.

## Raubarbeiten
Das Rauben geschieht auf unterschiedliche Weise. Bis zum Ende des 19. Jahrhunderts wurden die Holzstempel mittels Treibfäustel umgeschlagen. Diese Arbeiten wurden dann durchgeführt, wenn es wenig Lärm in der Grube gab. Grund hierfür war die  Warnfähigkeit des Grubenholzes, das sich durch Geräusche wie Knistern oder Knacken bemerkbar machte und auf die der Bergmann achten musste. In der Regel war dies die Nachtschicht, da auf dieser Schicht keine Abbau- und Fördertätigkeiten durchgeführt wurden. Für das Rauben des Holzausbaus wurde möglichst langstieliges Gezähe verwendet. Da das Grubenholz wieder verwendet werden sollte, war man bemüht, die Stempel möglichst ganz wieder zu gewinnen. Stark unter Druck sitzende Stempel wurden an den Fußenden eingehackt und dann herausgezogen. Bei eingeklemmten Stempeln wurde Sprengstoff zum Freilegen der Stempel eingesetzt. Heute wird beim hölzernen Ausbau durch Einsägen oder Einkerben eine Sollbruchstelle erzeugt und der Ausbau mechanisch mittels Raubhaspel oder Winde hereingewonnen. Das Rauben des stählernen Streckenausbaus erfolgt von Hand mittels Zughüben und Handraubwinden oder teilmechanisiert mit Druckluftzuggeräten oder hydraulischen Streckenbogenraubmaschinen. Beim Strebausbau erfolgt das Rauben der Einzelstempel mit passenden Raubgeräten. Hierfür ist es erforderlich, dass bei den jeweiligen zu raubenden Stempeln vor dem Rauben das Schloss entlastet wird. Für das Rauben des Schreitausbaus wurden spezielle Raubgeräte entwickelt.

## Sicherheitsaspekte
Die Raubarbeit ist eine sehr gefährliche Arbeit. Sie muss stets unter Aufsicht erfolgen und mit hoher Aufmerksamkeit und Vorsicht durchgeführt werden. Insbesondere für das Rauben der Holzstempel sollte der Bergmann viel Erfahrung und Geschick besitzen. Er muss bei diesen Arbeiten zudem auf die Geräusche des Holzes achten. Bei der Arbeit mittels Treibfäustel kam es oft zu schweren Unfällen, daher suchte man nach besseren Alternativen. In der preußischen Zeitschrift Band IV beschreibt der Obersteiger Eckardt zu Hörde ein von ihm entwickeltes Raubgerät. Wenige Jahre später wurde von dem Obersteiger J. Kirschnik eine Raubspindel hergestellt, die es ermöglichte, die geraubten Stempel aus dem Gefahrenbereich zu ziehen, ohne dass sich ein Bergmann dort befinden musste. Eingesetzt wurde diese Raubspindel auf der Concordiagrube. Durch das Arbeiten von einem sicheren Standort aus ist der Bergmann auch nach dem Lösen des Stempels nicht durch Stein- und Kohlenfall gefährdet.